# Nerjungrinskij rajon
Il Nerjungrinskij rajon (in russo Нерюнгринский район?) è un distretto municipale della Russia siberiana orientale, tra i 34 distretti di cui si compone la Repubblica Autonoma della Jacuzia-Sacha; il centro amministrativo è la città di Nerjungri. Si trova a sud della repubblica, confina a nord con l'Aldanskij ulus, ad ovest con l'Olëkminskij ulus, a sud con l'Oblast' di Irkutsk e ad est con il Territorio di Chabarovsk.
Il distretto ha una superficie di 98 889,52 km² e una popolazione di 75 973 abitanti. Si trova in una posizione geografica favorevole, essendo situato nei pressi della ferrovia transiberiana e del porto di Ochotsk. Lo sfruttamento di giacimenti di carbone e miniere d'oro, continua ad essere la base dell'economia dell'area.

## Geografia fisica
La zona è per lo più montagnosa, il maggiore fiume è l'Aldan e il lago più grande il Bol'šoe Toko.